# Cassius (crocodilo)
Cassius (1914 -2 de novembro 2024) é um crocodilo de água salgada macho que foi reconhecido pelo Guinness World Records como maior crocodilo do mundo em cativeiro vivo de 2011. O animal mede 5,48 m e tem pelo menos 110 anos, pesando mais de uma tonelada. Ele é mantido no Marineland Crocodile Park, um zoológico de Green Island, Queensland, Austrália. Cassius foi oficialmente reconhecido pelo Guinness em 2011, mas perdeu o título em 2012 para Lolong. Cassius novamente detém o recorde desde a morte de Lolong em 2013.

## Captura
Cassius era conhecido como um animal problemático que acabou sendo capturado em 1984. Três anos mais tarde, ele foi levado para Green Island pelo caçador de crocodilos George Craig.